# Трата-при-Велесовем
Трата-при-Велесовем (словен. Trata pri Velesovem) — поселення в общині Церклє-на-Горенськем, Горенський регіон, Словенія. Висота над рівнем моря: 426,8 м.